# ابایرا
ابایرا (به پرتغالی: Abaíra) یک سکونتگاه مسکونی در برزیل است که در باهیا واقع شده‌است.